# Chawaccelet ha-Szaron
Chawaccelet ha-Szaron (hebr.: חבצלת השרון) – moszaw położony w samorządzie regionu Emek Chefer, w Dystrykcie Centralnym, w Izraelu.
Leży na równinie Szaron w odległości 5 km na północ od miasta Natanja, w otoczeniu moszawów Awichajil i Bitan Aharon, oraz wiosek Bat Chen, Cuki Jam i Szoszannat ha-Amakim.

## Historia
Moszaw został założony w 1935 przez żydowskich imigrantów z Polski. Nazwany na cześć Lili Freeman, żony Arona Freemana, który był przewodniczącym Światowej Organizacji Syjonistycznej w Kanadzie.

## Gospodarka
Gospodarka moszawu opiera się na rolnictwie i turystyce.

## Komunikacja
Przy moszawie przebiega autostrada nr 2  (Tel Awiw-Hajfa) oraz droga nr 5710 , którą jadąc w kierunku wschodnim dojeżdża się do wioski Bat Chen i moszawu Bitan Aharon. Lokalna droga prowadzi na południe do wiosek Cuki Jam i Szoszannat ha-Amakim oraz miasta Natanja.